# Jordan ved sommer-OL 2016
Jordan deltog under Sommer-OL 2016 i Rio de Janeiro som blev arrangeret i perioden 5. august til 21. august 2012. 

## Medaljer
| 2016 Rio de Janeiro | Guld | Sølv | Bronze | Total |
| Jordan              | 1    | 0    | 0      | 1     |

### Medaljevinderne
| Jordan under sommer-OL 2016 i Rio de Janeiro | Jordan under sommer-OL 2016 i Rio de Janeiro | Jordan under sommer-OL 2016 i Rio de Janeiro | Jordan under sommer-OL 2016 i Rio de Janeiro | Jordan under sommer-OL 2016 i Rio de Janeiro |
| Medalje                                      | Navn                                         | Sport                                        | Event                                        | Dato                                         |
| -------------------------------------------- | -------------------------------------------- | -------------------------------------------- | -------------------------------------------- | -------------------------------------------- |
| Guld                                         | Ahmad Abu-Ghaush                             | Taekwondo                                    | Mændenes 68 kg                               | 18. august                                   |